# Дюбуа, Стивен
Стивен Дюбуа (англ. Steven Dubois; род. 1 мая 1997, Тербон, Квебек) ― канадский конькобежец, занимающийся шорт-треком. Бронзовый и серебряный призёр зимних Олимпийских игр 2022 года в Пекине. Четырёхкратный чемпион мира 2025 года.

## Биография
Стивен Дюбуа начал кататься на коньках в возрасте 11 лет в Тербоне, предпочтя конькобежный спорт хоккею, потому что его родителям не нравилась атмосфера на хоккейных катках.
На чемпионате мира по шорт-треку среди юниоров (2016) в Софии (Болгария) Дюбуа выиграл бронзовую медаль в беге на 500 метров.
Дюбуа впервые начал выступать за сборную Канады на чемпионате мира в 2017 году и был запасным на зимних Олимпийских играх 2018 года. Его первый полный сезон в составе сборной был в сезоне 2018—2019 годов, когда он выиграл бронзу на трёх этапах Кубка мира в беге на 1500 метров. Заняв несколько 4-х мест, завершил сезон вторым в общем зачёте на этой дистанции.
В следующем сезоне Дюбуа выиграл свою первую индивидуальную гонку Кубка мира на дистанции 500 м в Дрездене (Германия). Он также занял ещё три индивидуальных подиума: один на 500 м и два на 1000 м.
На чемпионате четырёх континентов по шорт-треку 2020 года Дюбуа выиграл серебро во всех пяти видах (500 м, 1000 м, 1500 м, эстафета 5000 м и в целом). Стивен Дюбуа потерял мотивацию к шорт-треку во время перерыва в соревнованиях и тренировках в 2020 году из-за пандемии COVID-19. Он не тренировался на льду в течение нескольких месяцев, не было стабильности, соревнования отменялись.  
На чемпионате Канады по шорт-треку в августе 2021 года выиграл свой второй подряд титул чемпиона Канады в общем зачёте и был выбран в команду на Кубок мира. Он помог Канаде выиграть две золотые медали в эстафете и выиграл серебряную медаль в одиночном разряде на 500 м в Дордрехте.
18 января 2022 года Дюбуа был включён в олимпийскую сборную Канады на зимнюю Олимпиаду 2022 года в Пекине. На этих Олимпийских играх Дюбуа выиграл серебряную медаль в беге на 1500 метров и бронзовую на 500 метров.
На чемпионате мира 2025 года в Пекине стал чемпионом на дистанции 500 метров. 